# Kallon FC
El Kallon Football Club, conocido como F.C. Kallon y anteriormente llamado Sierra Fisheries, es un equipo de fútbol de Sierra Leona que compite en la Liga Premier de Sierra Leona, la liga de fútbol más importante del país.

## Historia
Fue fundado en el año 2002 en la capital Freetown luego de que Mohamed Kallon, jugador reconocido del país que jugó para equipos importantes de Europa como el AS Mónaco y el Inter de Milán, adquiriera al hasta entonces llamado Sierra Fisheries (fundado en 1980) por la suma de USD 30,000 en el año 2002.

## Palmarés
- Liga Premier de Sierra Leona: 4

1982, 1986, 1987 (como Sierra Fisheries), 2006
- Copa de Sierra Leona: 2

2003, 2006

## Participación en competiciones de la CAF
| Temporada | Torneo                            | Ronda      | Club                 | Casa  | Visita | Global |
| --------- | --------------------------------- | ---------- | -------------------- | ----- | ------ | ------ |
| 1983      | Copa Africana de Clubes Campeones | Preliminar | ASC Police           | 1-0   | 3-1    | 4-1    |
| 1983      | Copa Africana de Clubes Campeones | 1          | Enugu Rangers        | 1-0   | 1-0    | 2-0    |
| 1983      | Copa Africana de Clubes Campeones | 2          | AS Bilima            | 1-1   | 0-1    | 1-2    |
| 1988      | Copa Africana de Clubes Campeones | Preliminar | ASC Police           | 0-1   | 0-0    | 0-1    |
| 2007      | Liga de Campeones de la CAF       | Preliminar | Ocean Boys FC        | 1-0   | 0-0    | 1-0    |
| 2007      | Liga de Campeones de la CAF       | 1          | ASEC Mimosas         | 0-1   | 1-2    | 1-3    |
| 2012      | Copa Confederación de la CAF      | Preliminar | Union Douala         | 2-0   | 0-1    | 2-1    |
| 2012      | Copa Confederación de la CAF      | 1          | Warri Wolves FC      | 0-0   | 0-2    | 0-2    |
| 2022/23   | Copa Confederación de la CAF      | 1          | Buffles du Borgou FC | 3-0   | 1-0    | 4-0    |
| 2022/23   | Copa Confederación de la CAF      | 2          | Future FC            | 0-2   | 0-4    | 0-6    |
| 2023/24   | Copa Confederación de la CAF      | 1          | AS Douanes Niamey    | w.o.1 | w.o.1  | w.o.1  |
| 2023/24   | Copa Confederación de la CAF      | 2          | Dreams FC            | 1-1   | 1-2    | 2-3    |

1- Los equipos de Níger abandonaron las competiciones internacionales de la temporada 2023/24 por el Golpe de Estado en 2023.

## Jugadores

### Jugadores destacados
- Mohamed Bangura
- Teteh Bangura
- Khalifa Jabbie
- Mohamed Kallon
- Alhassan Kamara
- Ibrahim Koroma
- Medo
- Mohamed Sesay
- Rodney Strasser
- Sheriff Suma